# Saab Bofors Dynamics CBJ-MS
A Saab Bofors Dynamics CBJ-MS é uma submetralhadora/arma de defesa pessoal (PDW) projetada e fabricada pelo desenvolvedor de armas sueco CBJ Tech AB, e também foi fabricada pela Saab Bofors Dynamics. Ela pode usar cartuchos 6,5×25mm CBJ e 9×19mm Parabellum por meio de simples trocas de cano.
Em 2008, a CBJ-MS estava supostamente em fase final de desenvolvimento, mas nenhuma data de produção foi anunciada.

## Desenvolvimento
A CBJ-MS ("Modular System" (Sistema Modular)) foi exibida pela primeira vez em agosto de 2000. É uma arma incomum em vários aspectos, até porque se destina a cumprir as funções de arma de defesa pessoal (PDW), fuzil de assalto e (com o adição de um bipé proprietário e um carregador tipo tambor de 100 tiros) uma arma automática de esquadrão.
A arma possui um trilho Picatinny montado na parte superior para montagem de mira óptica, um gatilho progressivo para disparo semi e automático, uma coronha de arame dobrável, uma trava de segurança de punho, um cano roscado e um punho dianteiro oco que pode ser usado para segurar um carregador sobressalente.
A CBJ-MS é capaz de ser convertida em campo para disparar um dos dois tipos de munição. Para a função puramente militar, a arma dispara o cartucho próprio de PDW 6,5×25mm CBJ; mas simplesmente trocando o cano, ela pode disparar munição 9×19mm Parabellum para aplicação da lei, treinamento e outras operações de segurança. O cartucho 6,5×25mm CBJ tem as mesmas dimensões gerais do cartucho 9×19mm, pode ser usado nos mesmos carregadores e gera o mesmo nível de recuo.
O projétil usado pelo 6,5×25mm CBJ pode ser uma bala normal, mas também pode ser um penetrador cinético de tungstênio de 4 mm mantido dentro de um sabot de plástico não desintegrador, disparado a uma alta velocidade inicial de 815 m/s com a capacidade de derrotar a maioria dos trajes de proteção contemporâneos. Também é considerado eficaz contra blindagens veiculares leves de veículos blindados de transporte de pessoal. As vantagens reivindicadas para o cartucho 6,5×25mm CBJ incluem uma alta velocidade de impacto, uma alta probabilidade de acerto devido à trajetória plana, alta transferência de energia para o alvo e baixos níveis de desgaste e corrosão do cano.
Durante os testes, o projétil de 6,5×25mm CBJ penetrou completamente através do colete CRISAT padrão a um alcance de 230 metros. Alega-se que é superior ao 5,7x28mm FN e ao 4,6×30mm HK da FN P90 e da HK MP7.
Os estojos de cartuchos atuais estão sendo desenvolvidas em alumínio. Cada cartucho 6,5×25mm CBJ pesa 4,5 gramas e tem comprimento total de 29,7 milímetros. O peso do projétil é de 2 gramas. O alcance efetivo do cartucho é de até 400 metros.